# Lennart Ljungberg
Erik Gustav Lennart Ljungberg, född 3 mars 1922 i Norrköping, död 8 november 2013 i Engelbrekts församling i Stockholm, var en svensk psykiater.
Ljungberg blev medicine licentiat i Stockholm 1949, medicine doktor 1958 och docent i psykiatri vid Karolinska institutet 1957. Han innehade olika läkarförordnanden 1947–1951, var förste underläkare vid psykiatriska kliniken på Karolinska sjukhuset 1951–1959, t.f. överinspektör för sinnessjukvården i riket 1959, medicinalråd och byråchef vid Medicinalstyrelsen 1959–1964, överläkare vid Beckomberga sjukhus 1964–1985, blockchef 1971–1977 och t.f. professor i psykiatri vid Sankt Görans sjukhus 1973–1974. Han blev marinläkare av första graden 1951, var sekreterare i Svenska psykiatriska föreningen 1953–1956 samt ledamot av diverse statliga och landstingskommunala utredningar. Lennart Ljungberg är begravd på Norra begravningsplatsen utanför Stockholm.